# Деши (коммуна)
Деши́ (фр. Dechy) — коммуна во Франции, регион О-де-Франс, департамент Нор, кантон Аниш. Пригород Дуэ, расположен в 4 км к востоку от центра города и в 32 км к югу от Лилля, в 4 км от автомагистрали А21 «Рокада Миньер».
Население (2017) — 5 324 чел.
В 1863—1956 годах в Деши угольная компания Аниш производила добычу каменного угля из одноименной шахты.

## Экономика
Структура занятости населения:
- сельское хозяйство — 0,5 %
- промышленность — 2,7 %
- строительство — 6,5 %
- торговля, транспорт и сфера услуг — 35,1 %
- государственные и муниципальные службы — 55,3 %

Уровень безработицы (2017) — 22,5 % (Франция в целом — 13,4 %, департамент Нор — 17,6 %). 

Среднегодовой доход на 1 человека, евро (2017) — 16 700 (Франция в целом — 21 110, департамент Нор — 19 490).

## Демография
Динамика численности населения, чел.

## Администрация
Пост мэра Деши с 2009 года занимает социалист Жан-Мишель Щатни (Jean-Michel Szatny). На муниципальных выборах 2020 года возглавляемый им список социалистов победил в 1-м туре, получив 50,81 % голосов.
| Период | Период | Фамилия          | Партия                  | Примечания             |
| ------ | ------ | ---------------- | ----------------------- | ---------------------- |
| 1971   | 1995   | Анри Ламур       | Коммунистическая партия | шахтёр                 |
| 1995   | 2009   | Жак Капель       | Социалистическая партия |                        |
| 2009   |        | Жан-Мишель Щатни | Социалистическая партия | работник компании SNCF |

## Города-побратимы
- Вайсензе, Германия